# Brachyseps splendidus
Brachyseps splendidus — вид сцинкоподібних ящірок родини сцинкових (Scincidae). Ендемік Мадагаскару.

## Поширення і екологія
Brachyseps splendidus мешкають на заході і крайньому південному сході острова Мадагаскар. Вони живуть в сухих тропічних лісах, серед опалого листя, а також в сухих чагарникових заростях та серед вапнякових скель і карстів. Зустрічаються на висоті від 100 до 300 м над рівнем моря.

## Збереження
МСОП класифікує цей вид як вразливий. Brachyseps splendidus загрожує знищення природного середовища.